# Lord (motorfiets)
Lord is een historisch motorfietsmerk.
De bedrijfsnaam was: Motorradbau Lord AG, München.
Ondanks de Brits klinkende naam was Lord een Duits merk dat lichte motorfietsen produceerde waarin 198cc-JAP-zijklepmotoren werden ingebouwd. De productie begon in 1929, maar eindigde al in 1931.